# Yến họng trắng
Yến họng trắng, tên khoa học Aeronautes saxatalis, là một loài chim trong họ Apodidae.